# Paredes de Nava
Paredes de Nava – gmina w Hiszpanii, w prowincji Palencia, w Kastylii i León, o powierzchni 128,98 km². W 2011 roku gmina liczyła 2104 mieszkańców.